# Bombariadó
A bombariadó egy vészhelyzet, amelyet azt követően rendelnek el a hatóságok vagy a fenyegetett intézmény vagy létesítmény illetékes vezetője, hogy valaki, általában ismeretlen személy, leggyakrabban telefonon azzal fenyegetőzik, hogy pokolgépet fog robbantani. A fenyegetés tudomásulvétele után a bombariadót mindenképp elrendelik, és az addig fennáll, amíg meg lehet állapítani, hogy a hivatkozott robbanószerkezet nem létezik, vagy hatástalanították. Nevével ellentétben a bombariadóval való fenyegetés eszköze, ha valós, általában nem bomba, hanem a már említett pokolgép (robbanószerkezet, szakmai nyelven: pirotechnikai eszköz).

## A pokolgéppel való fenyegetés büntetése
A legtöbb ország jogszabályai bűncselekményként kezelik a pokolgéppel való fenyegetést.
Például, az amerikai Massachusetts államban a büntetés lehet akár 20 év börtön, 50 000 dollár pénzbüntetés, és az okozott kár megtérítése (MGL c.269 s.14.).

## Büntetése Magyarországon
Magyarországon a Büntető Törvénykönyv a pokolgéppel való fenyegetést a következő bűncselekmény-kategóriákba sorolja be:
- Közveszéllyel fenyegetés
- Rombolás
- A közlekedés biztonsága elleni bűncselekmény
- Vasúti, légi vagy vízi közlekedés veszélyeztetése
- Közúti veszélyeztetés
- Közveszélyokozás
- Közérdekű üzem működésének megzavarása
- Terrorcselekmény